# Malignant Tumour
A Malignant Tumour egy cseh metal együttes. 1991-ben alakultak Ostravában. Többségében demókat és középlemezeket adtak ki. Fennállásuk alatt több más együttessel is készítettek megosztott lemezeket (split lemezek), többek között egy magyar együttessel, a Szargyerekkel is. A MetalSucks magazin minden évben megkérdezte a metal zenészeket, hogy szerintük melyek az adott év legjobb metal albumai. Martin van Drunen (Pestilence, Asphyx, Hail of Bullets) a Malignant Tumour 2013-as lemezét, az "Overdose&Overdrive"-ot az első helyre sorolta a 2013-as év metal lemezei között.

## Diszkográfia
- Dawn of the New Age (2003)
- Burninhell (2005)
- In Full Swing (2008)
- Earthshaker (2010)
- Overdose&Overdrive (2013)
- The Metallist (2016)
- Maximum Rock´n´Roll (2024)